# Koninkrijk Albanië (1939-1943)
Het Koninkrijk Albanië was een land in Europa tussen april 1939 en september 1943. Het was het vervolg van het Koninkrijk Albanië dat een protectoraat werd van het Koninkrijk Italië gedurende de Tweede Wereldoorlog. Het omvatte geografisch een aanzienlijk deel van het irredentistisch concept Groot-Albanië.

## De relatie Italië-Albanië 1925-1939
Tot 21 januari 1925 was Albanië formeel een monarchie, op die datum werd de republiek uitgeroepen en op 31 januari 1925 werd Ahmed Zogu door het parlement benoemd tot president. Door nauwer contact met Italië te zoeken probeerde hij de Joegoslavische invloed op Albanië in te perken. Die toenemende Italiaanse invloed blijkt uit het groot aantal verdragen dat tussen 1925 en 1939 werd afgesloten.

### Het verdrag van 15 maart 1925
Door dit verdrag werd de Albanese Nationale bank (Banka Kombëtare e Shqipnis - Banca Nazionale d'Albania) opgericht. Grootste aandeelhouder was de Credito Italiano. Ook het toezicht op de Albanese staatsschuld kwam via de Società per lo sviluppo economico dell'Albania (SVEA) in Italiaanse handen. De controle op de Albanese financiën kwam hiermee volledig bij Italië te liggen.

### De geheime militaire overeenkomst van 23/26 augustus 1925
Deze overeenkomst omvatte de volgende bepalingen:
- wederzijdse bijstand bij een aanval.
- bij een gemeenschappelijke militaire actie zou het Albanese leger onder Italiaans commando komen.
- Albanië zal geen militaire overeenkomst met andere landen afsluiten zonder Italiaanse instemming.
- Italië zal, mocht het komen tot gebiedswijzigingen op de Balkan, de aansluiting van door Albanezen bewoonde gebieden buiten Albanië actief steunen.

### De eerste overeenkomst vanTiranavan 27 november 1926
Dit 'Vriendschapsverdrag' werd op 27 november 1926 ondertekend. Het stelde dat elke wijziging van de politieke, juridische en territoriale status quo van Albanië de belangen van zowel Albanië als van Italië zou schaden. De regering van president Zogu was hierdoor van Italiaanse steun verzekerd, maar Albanië bevond zich vanaf nu volledig binnen de Italiaanse invloedssfeer. De facto was Albanië een Italiaans protectoraat geworden.

### Het drie-punten plan vanMussolinivan juli 1927

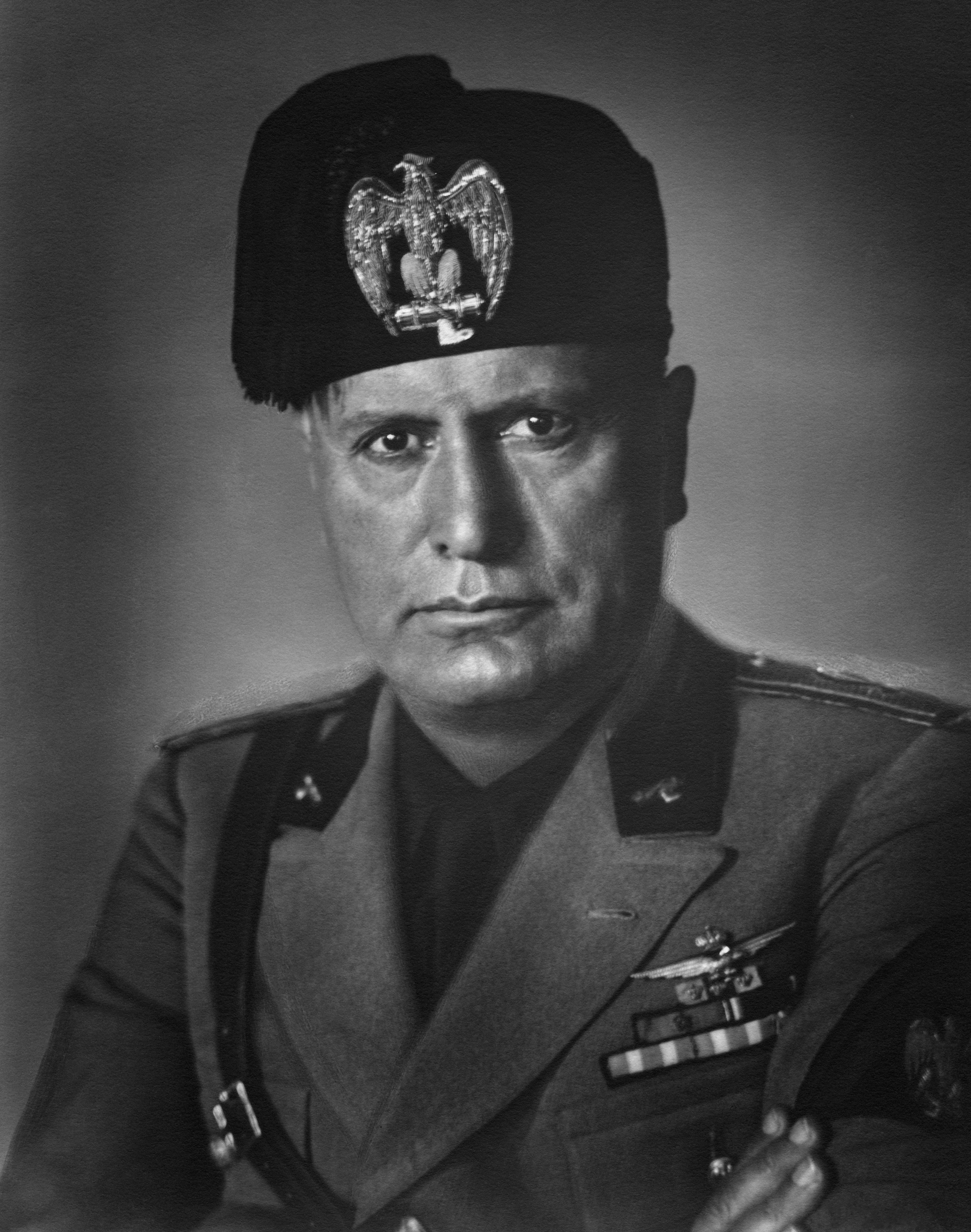
Benito Mussolini

Om Albanië nog meer binnen de Italiaanse invloedssfeer te brengen kreeg Zogu van Mussolini een drie-punten plan gepresenteerd:
- er moest een nieuwe, openbare, militaire overeenkomst tussen Italië en Albanië komen

Om Zogu verder aan Italië te binden:
- mocht Albanië een koninkrijk worden met Zogu als koning
- mocht Zogu trouwen met een prinses uit het huis Savoye, de Italiaanse koninklijke familie.

### De tweede overeenkomst van Tirana van 2 november 1927
Dit verdrag werd op 22 november 1927 ondertekend en omvatte dezelfde bepalingen als de geheime militaire overeenkomst van 1925. Het vormde daarmee de militaire aanvulling op de eerste overeenkomst van Tirana.

### Proclamatie van de monarchie op 1 september 1928

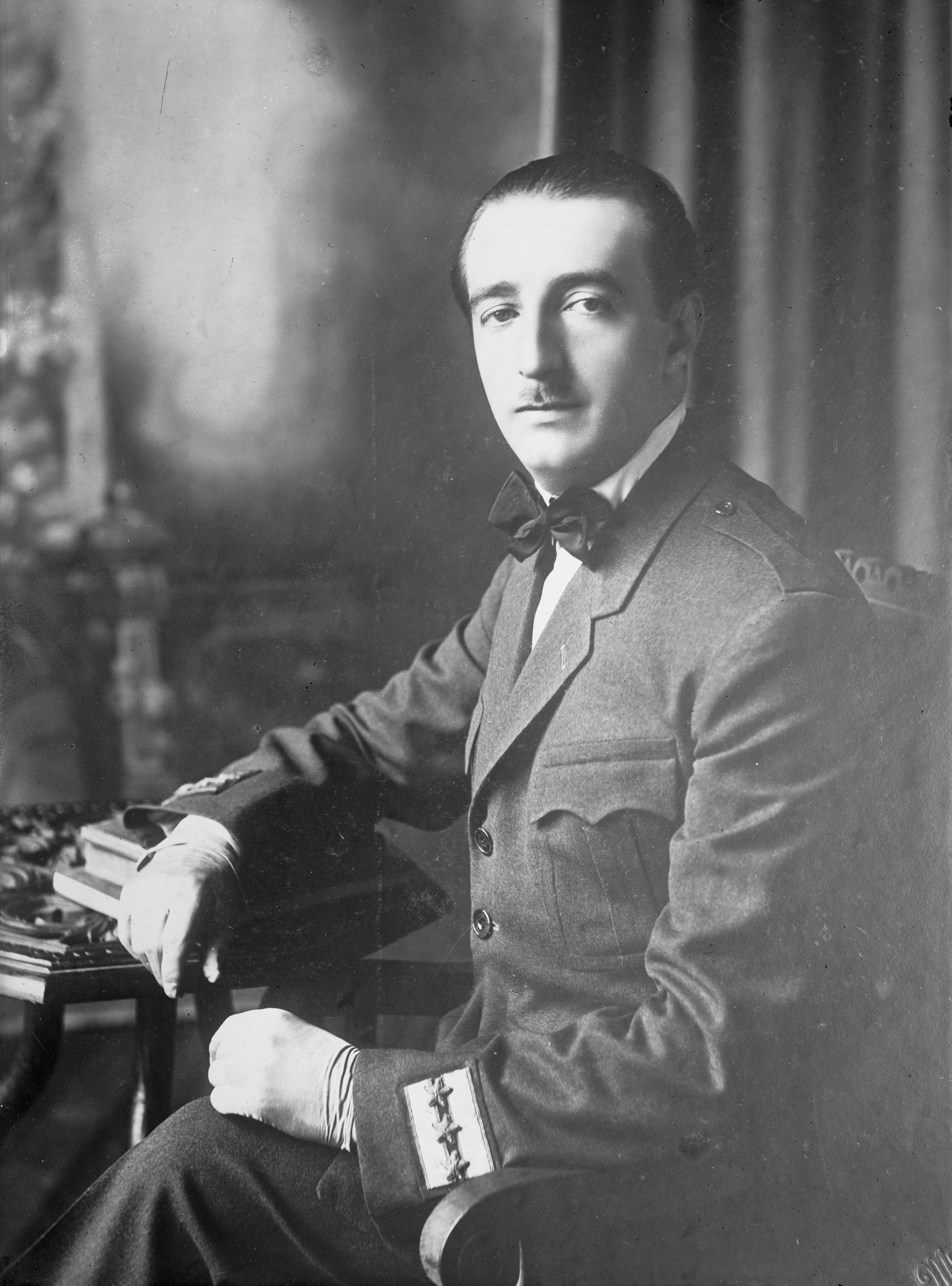
Zog I van Albanië.

Op 1 september 1928 volgde de proclamatie van president Ahmed Zogu tot koning Zog I. Overeenkomstig de wens van Zogu (en ook van Mussolini!) werd zijn titel 'Koning van de Albanezen' (Mbret i Shqiptarëvet). Door het voeren van deze titel maakte hij zijn aanspraken op door Albanezen buiten Albanië bewoond grondgebied duidelijk.
Het huwelijk met een prinses uit het huis Savoye ging niet door. De Italiaanse koning verzette zich tegen dit plan, Zogu was immers moslim. Een door Mussolini voorgestelde kandidate, barones de Fossacieca, werd door Zog niet goed genoeg bevonden. Uiteindelijk trouwde de koning op 27 april 1938 met Geraldine Apponyi de Nagy-Apponyi, dochter uit een oud Hongaars adellijk geslacht.

### Eigen buitenlandse politiek mislukt
Het nieuwe koninkrijk werd internationaal snel erkend door, uiteraard, Italië, Griekenland, Hongarije, de Verenigde Staten en (ondanks de provocerende titel van koning Zog) ook Joegoslavië.
Na zijn kroning probeerde Zog onder de Italiaanse invloed uit te komen. Zo weerstond hij de druk tot vorming van een douane-unie. Pogingen van Zog om lid te worden van het Balkanpact mislukten, ook verzoeken om financiële steun aan Duitsland hadden geen succes. Financieel bleef Albanië volledig afhankelijk van Italië, elk jaar moest het begrotingstekort worden aangevuld.
Internationaal gezien bleek Albanië volledig geïsoleerd, de internationale gemeenschap leek zich te hebben neergelegd bij de dominante Italiaanse positie in Albanië.

### 'Bezoek' van de Italiaanse vloot aanDurrës23 juni 1934
Om ook voor de Albanezen de Italiaanse machtspositie duidelijk te maken bracht viceadmiraal Cantù op 23 juni 1934 met een deel van de Italiaanse vloot een niet aangekondigd bezoek aan de havenstad Durrës. Deze druk miste zijn uitwerking niet. Italië kwam daarop met de volgende eisen:
- Albanië mocht geen eigen buitenlands beleid meer voeren.
- Italië zou een marinebasis in Durrës en een luchtmachtbasis in Tirana krijgen.
- Leger en politie zouden worden opgeleid door Italiaanse adviseurs.
- alle andere buitenlandse adviseurs dienden te worden ontslagen.

Deze eisen betekenden in feite het einde van de Albanese onafhankelijkheid. Albanië kreeg echter een jaar uitstel, voor Italië was de oorlog met Abessinië op dat moment belangrijker.

### De overeenkomsten van 19 maart 1936
Op 19 maart 1936 werden twaalf merendeels economische overeenkomsten ondertekend. Albanië verkreeg leningen tegen zeer zachte voorwaarden om de begroting op orde te brengen en voor het uitvoeren van infrastructurele werken. Ook het kleine Albanese leger (ruim 6000 man) werd financieel ondersteund. In ruil hiervoor moest Albanië toestaan dat Italiaanse land- en luchtmachteenheden werden gestationeerd. Albanië was feitelijk een satellietstaat van Italië geworden.

### Voorstel voor een nieuw bijstandsverdrag 25 maart 1939
Na de annexatie van Oostenrijk door Hitler in maart 1938 wilde ook Mussolini een daad stellen. Vermoedelijk april 1938 werd besloten Albanië onder volledige Italiaanse controle te brengen. Dit plan werd grondig voorbereid en op 25 maart 1939 kreeg koning Zog de volgende Italiaanse eisen voorgelegd:
- Het oppercommando van het Albanese leger komt in Italiaanse handen.
- Er komt een douane-unie.
- Italië mag gebruikmaken van alle wegen, havens en vliegvelden.
- Italianen krijgen in Albanië dezelfde rechten als de Albanezen.
- Elke Albanese minister krijgt een Italiaanse 'secretaris' toegevoegd.
- Albanië moet de vorming van een fascistische organisatie toestaan.

Koning Zog weigerde in te stemmen, maar durfde ook niet publiekelijk te weigeren. Op 6 april 1939 stelde Italië een ultimatum en toen dat niet werd ingewilligd landden op 7 april 1939 Italiaanse troepen in Durrës.

## De relatie Italië-Albanië 1939-1943

### Albanië wordt deel van het 'Impero Fascista'
Binnen drie dagen werd het land bezet. Koning Zog vluchtte met zijn gezin en een deel van de regering naar het buitenland. Op 12 april 1939 werd, in bijzijn van Galeazzo Ciano, de Italiaanse minister van buitenlandse zaken, een nieuwe grondwetgevende vergadering benoemd. Die besloot om de geschiedenis van Albanië met die van Italië te verenigen om zo de inspanningen te eren die de Duce en het fascistische Italië hadden gedaan om Albanië tot ontwikkeling en welvaart te brengen.
Op 23 april werd de Albanese Fascistische Partij (Partia Fashiste Shqiptare) gevormd, de enig toegestane politieke partij. Volgens het statuut van de partij vormden de partijleden 'een vrijwillige militie onder het bevel van Benito Mussolini, de Schepper en Duce van het Fascisme'.
Op 3 juni werd het Albanese ministerie van buitenlandse zaken opgeheven. Binnen het Italiaanse ministerie van buitenlandse zaken kwam een afdeling Albanese aangelegenheden. Ook op 3 juni werd het Albanese leger in het Italiaanse leger ingelijfd.

### Staatsinrichting

#### Staatshoofd

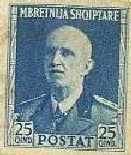
Victor Emanuel III van Italië, 1939-1943 ook Koning van Albanië
'Mbretnija Shqiptare' betekent 'Koninkrijk Albanië'

Op 4 juni 1939 werd een nieuwe grondwet afgekondigd. Albanië bleef formeel een onafhankelijk koninkrijk en vormde een personele unie met Italië. Reeds op 16 april had de Italiaanse koning, Victor Emanuel III, de titel 'Koning van Albanië' (en niet 'Koning der Albanezen') aangenomen. Officiële taal bleef het Albanees. Op de vlag werd het embleem van de fascisme (de Fasces) toegevoegd.

#### Uitvoerende macht
De Koning werd de hoogste uitvoerende macht. Hij benoemde de ministers, die ook alleen aan hem verantwoording schuldig waren. Namens de koning kwam er een stadhouder (Luogotenente) Tot eerste stadhouder werd de Italiaanse ambassadeur, Francesco Jacomini di San Savino benoemd.

#### Wetgevende macht
De Koning werd ook de hoogste wetgevende macht. Er kwam een Hoogste Fascistische Corporatieve Raad. De leden van dit 'parlement' werden benoemd uit leden van de 'Albanese Fascistische Partij'. De secretaris van de partij kreeg de rang van minister en werd, op voordracht van Mussolini, benoemd door de stadhouder. Net als in Italië werd ook in Albanië binnen de fascistische partij een groot aantal massaorganisaties gevormd, zoals een jeugdorganisatie en een vrouwenorganisatie.

#### Internationale positie
Door de internationale gemeenschap werd de Italiaanse aanval geaccepteerd. Zij brachten hun ambassades in Tirana in rang terug tot consulaten. Slechts de Verenigde Staten protesteerden.

### De Grieks-Italiaanse Oorlog
Op 10 juni 1940 verklaarde het tot dat moment neutrale Italië de oorlog aan Frankrijk en Engeland. Bij koninklijk decreet werd bepaald dat ook Albanië de oorlog verklaarde aan alle landen waarmee Italië in oorlog raakte.

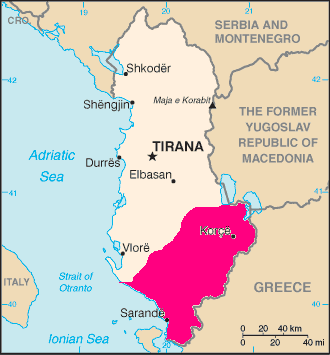
Het door de Grieken bezet gebied november 1940 - maart 1941

Op 28 oktober 1940 begon Mussolini een aanval op Griekenland. Hij vreesde dat Duitsland na de succesvolle Blitzkrieg in Noord- en West-Europa ook de Balkan zou aanvallen. Bovendien kon Griekenland (op dat moment nog neutraal) een Brits steunpunt worden. Engeland zou zo de heerschappij in het oostelijk Middellandse Zeegebied kunnen verkrijgen, een positie die Mussolini voor Italië zag weggelegd. Om Albanese steun voor de aanval op Griekenland te verkrijgen werd in propaganda-uitzendingen voortdurend de onderdrukking van de Albanese minderheid in noordwest Griekenland ter sprake gebracht.
De aanval verliep voor Italië catastrofaal. Op 14 november 1940 begon het Griekse tegenoffensief en binnen drie maanden was twee vijfde van Albanië door Griekenland bezet (waaronder de steden Korçë, Gjirokastër en Pogradec). De Albanese rol was beperkt. Naar schatting 50.000 Albanezen (waarvan 30.000 vrijwilligers) namen aan Italiaanse zijde deel aan de oorlog. Over hun rol verschillen de meningen. Albanese historici spreken van een massaal overlopen naar Griekse zijde. Uit Italiaanse bronnen is echter geen enkel vonnis met betrekking tot desertie of plichtsverzuim bekend.
Hitler had de Italiaanse aanval afgekeurd en vreesde dat de nederlaag kon leiden tot een Britse landing in Griekenland. Op 6 april 1941 werden zowel Joegoslavië als Griekenland door Duitse troepen aangevallen, zij capituleerden respectievelijk op 17 april en 24 april 1941.

### Nieuwe grenzen op de Balkan

#### Verdeling in bezettingszones
Duitsland en Italië bereikten medio 1941 overeenstemming over de verdeling van Joegoslavië (en Griekenland) in bezettingszones. Het door Albanezen bewoonde gebied van Joegoslavië werd in drie zones verdeeld:
- onder Italiaanse bezetting kwam:
  - het grootste deel van Kosovo,
  - het westen van Noord-Macedonië,
  - de door Albanezen bewoonde districten Ulcinj en Plav-Gusinje van Montenegro.
- onder Bulgaarse bezetting kwam:
  - rest van Noord-Macedonië
  - een deel van Kosovo, rond de stad Kačanek
- onder Duitse bezetting kwam:
  - Noord-Kosovo met de steden Kosovska, Mitrovica, Podujevo en Vučitrn.

#### Groot-Albanië augustus 1941 - september 1943
Op 12 augustus 1941 werden de drie door Italië bezette gebieden formeel een deel van Albanië, waarmee een Groot-Albanië werd gecreëerd. Het door Albanezen bewoonde gebied in Noordwest-Griekenland werd niet geannexeerd, maar kwam onder de naam 'Çamëra' onder Italiaans militair bestuur. In de volgens de Italiaanse propaganda nu 'bevrijde gebieden' (terre redente) werden de Serven en Montenegrijnen die zich onder Joegoslavisch bestuur hadden gevestigd, weer verdreven.
De Italianen ontdekten spoedig dat hun controle over Albanië minder was als dat ze dachten. Er ontstond een instabiele politieke situatie die werd veroorzaakt door toenemend verzet van partizanen tegen de bezetting. Op 3 december 1941 werd Shefqet Vërlaci, regeringsleider sinds april 1939, vervangen door Mustafa Merlika Kruja. Hij was de eerste premier die niet behoorde tot de klasse van grootgrondbezitters. Na onenigheid met Ciano, de Italiaanse minister van buitenlandse zaken, werd hij op 10 januari 1943 vervangen door Ekrem Libohova. Hij was een grootgrondbezitter uit het zuiden van Albanië en werd daardoor niet gesteund door Noord-Albanese grootgrondbezitters. Op 13 februari 1943 werd hij vervangen door Maliq Bushati. Op 12 mei 1943 werd Libohova opnieuw minister-president.
De succesvolle geallieerde invasie in Italië van juli 1943 en de daaropvolgende militaire nederlagen leidden uiteindelijk tot de afzetting van Mussolini. Op 8 september 1943 capituleerde Italië. De nieuwe regering-Badoglio verklaarde Duitsland de oorlog. Hierop werd Albanië door de Duitse Wehrmacht bezet, zodat de Geallieerden geen springplank naar de Balkan hadden (Koninkrijk Albanië (1943-1944)). Het Italiaanse protectoraat over Albanië kwam hiermee ten einde. De in Albanië aanwezige Italianen raakten in Duitse gevangenschap (90.000) of doken onder (45.000). Een kleine minderheid sloot zich aan bij communistische partizanen.